# Wattrang

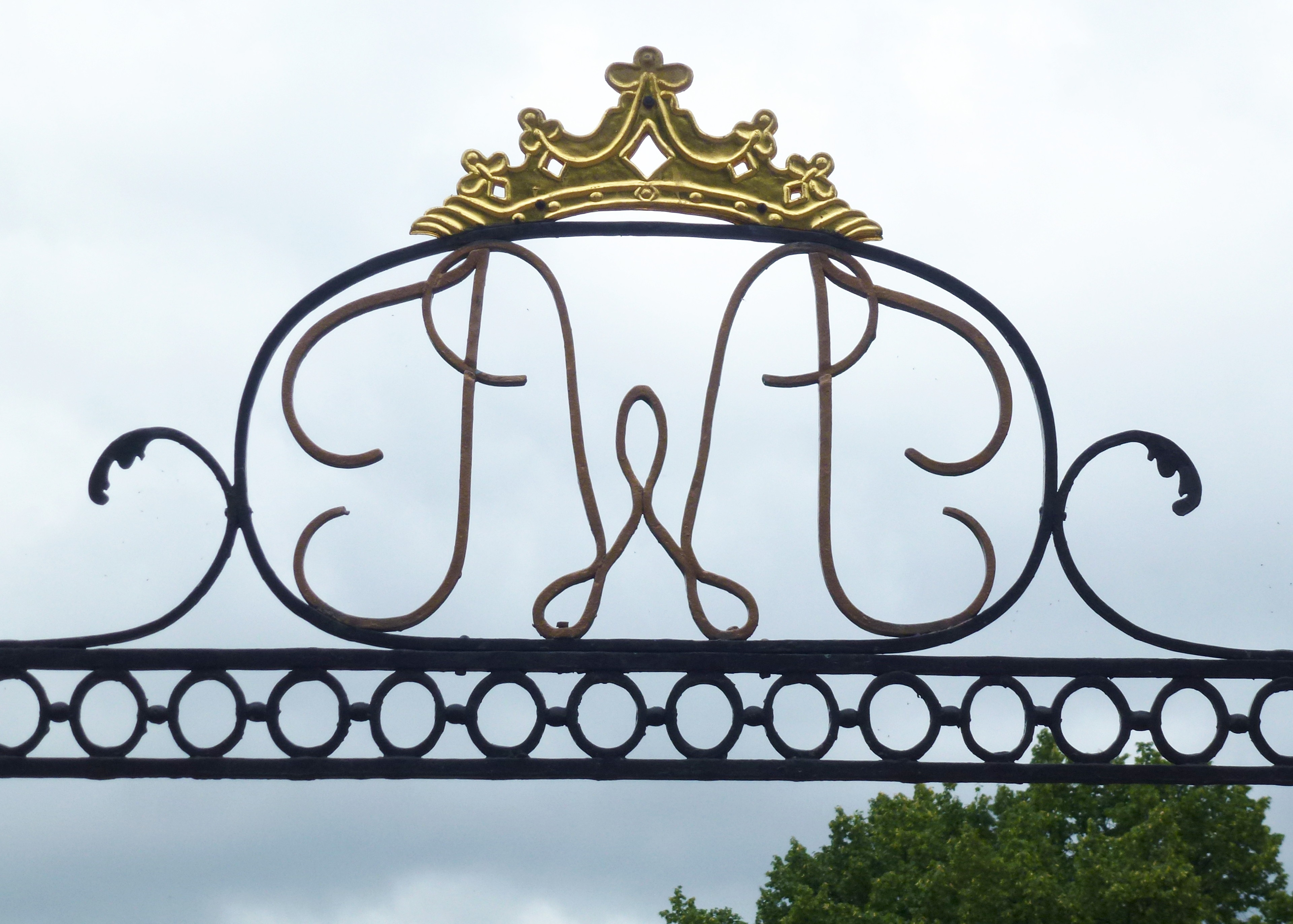
Johan Wattrangs spegelmonogram i Edsbergs slotts park.

Wattrang är namnet på fyra befryndade svenska adelsätter, av vilka en fortlever på spinnsidan.
Samtliga ätter Wattrang stammar från häradsprosten och hovpredikanten Johannes Wattrangius (ursprungligen Jönsson, 1546–1620), vilken tagit sig namnet Wattrangius efter sin fädernebygd Vattrång. Av hans efterkommande adlades tre söner och två sonsöner, alla under samma namn men med totalt fyra olika ättenummer.

## Wattrang nr 612
Wattrangius äldste son, häradshövdingen Johan (1619–1680), adlades den 5 maj 1654 och introducerades samma år på Riddarhuset under nummer 612. Hans ende son avled dock före fadern, vilken därför själv slöt sin ätt på svärdssidan. På spinnsidan var dess sista medlem troligen Johans yngsta dotter Christina, gift Hammarfelt (död 1735)

## Wattrang nr 848
Johan Wattrangs näst äldste bror, livmedikusen Zakarias (1620–1687) respektive yngste bror, revisionssekreteraren Jakob (1630–1698), adlades tillsammans den 23 juni 1673 och introducerades 1675 under ättenummer 848. 
Jakob Wattrang (1720-1788), var understallmästare, kammarherre, hovstallmästare 1762, hovmarskalk 1766. Överhovstallmästare hos konungen, med avsked 1772.
Denna ätt, vilken 1778 upphöjdes i riddarklassen, utdog på svärdssidan den 25 maj 2010 med journalisten Hans Wattrang (1925–2010) men fortlever alltjämt (2015) på spinnsidan genom dennes dotter och brorsdöttrar.

## Wattrang nr 1274
Protonotarien Johan Wattrangius (död 1706), en son till Johans, Zakarias' och Jakobs bror Isaac Wattrangius (1628–1686), adlades den 5 oktober 1693 och introducerades under nummer 1274, men slöt såsom barnlös själv sin ätt.

## Wattrang nr 1396
Slutligen adlades även kvartermästaren Hans Wattrangius (1653–1708; stupad i slaget vid Holowczyn), son till Isaacs bror Abraham Wattrangius, den 2 februari 1705 och introducerades samma år under nummer 1396. Denna ätt Wattrang dog på svärdssidan ut med Hans' son, ryttmästaren Christoffer Wattrang (1689 – efter 1736) och på spinnsidan med dennes dotter Eva Ulrica, gift von Düben (1743–1802).

## Personer  ur  släkten

### med efternamnet Watrangius
- Isak Wattrangius (1628–1686), präst och riksdagsman
- Johannes Wattrangius (1578–1652). präst och hovman

### med efternamnet Wattrang
- Carl Wattrang (1689–1749), lagman och politiker
- Carl Henrik Wattrang den yngre (1713–1766), brukspatron och godsägare
- Carl Henrik Wattrang den äldre (1674–1733), kammarråd, brukspatron och godsägare
- Gustaf Wattrang (1660–1716), amiral
- Jakob Wattrang (1720–1788), Kammarherre och överhovstallmästare
- Jakob Wattrang den äldre (1630–1698), ämbetsman och godsägare
- Johan Wattrang (1619–1680), landshövding
- Johan Jakob Wattrang (1673–1718), brukspatron och godsägare
- Zakarias Wattrang (1620–1687), läkare